# Mariinsko-Posadskij rajon
Il Mariinsko-Posadskij rajon (in russo Мариинско-Посадский район?; in lingua ciuvascia: Сĕнтĕрвăрри районĕ) è un rajon della Repubblica Autonoma della Ciuvascia, nella Russia europea; il capoluogo è la città di Mariinskij Posad. Istituito il 5 settembre 1927, ricopre una superficie di 686,1 chilometri quadrati e ospita una popolazione di 19 353 abitanti. Il rajon è suddiviso in un distretto urbano e 11 insediamenti rurali. 
Il confine nord-orientale è segnato dal fiume Volga; si trova sul territorio una sezione di 25 km del suo affluente di destra Civil'.